# Fedimus Middenndorfa
Fedimus Middenndorfa (Phedimus middendorffianus (Maxim.) 't Hart)  – gatunek rośliny należący do rodziny gruboszowatych. Przez ogrodników błędnie nazywany rozchodnikiem Middenndorfa (Sedum middendorffianus). Pochodzi z Azji (Jakucja, Sachalin, Chabarowsk, Chiny, Korea). Jest uprawiany w wielu krajach świata jako roślina ozdobna. 

## Morfologia
Roślina wiecznie zielona o mięsistych, płożących się lub wyprostowanych pędach osiągających długość do 30 cm.. Ulistnienie skrętoległe, liście mięsiste, łopatkowate lub lancetowate o ząbkowanych brzegach i tępym końcu. Kwiaty 5-płatkowe, żółte, liczne. Pręcików 10  z pupruprowymi pylnikami, krótszych od płatków korony. Dobra roślina miododajna, kwitnie od czerwca do sierpnia.

## Zastosowanie i uprawa
Nadaje się do ogrodów skalnych, szczególnie na murki i skarpy. W miejscach słonecznych i suchych rozchodnik ten może być użyty zamiast trawy do zazielenienia mniejszych powierzchni jako roślina okrywowa. Najlepiej rozmnażać go poprzez sadzonki, można też poprzez nasiona. Rozsadzać można go przez cały rok. Nie ma specjalnych wymagań co do gleby, natomiast wymaga stanowiska słonecznego. Jako sukulent dobrze znosi suszę.